# Amphiporthe
Amphiporthe is een geslacht behorend tot de familie Valsaceae. De typesoort is Amphiporthe hranicensis.

## Soorten
Volgens Index Fungorum telt het drie soorten (peildatum maart 2024):
| Soortnaam               | Auteur(s)                | Publicatiejaar |
| ----------------------- | ------------------------ | -------------- |
| Amphiporthe hranicensis | (Petr.) Petr.            | 1971           |
| Amphiporthe raveneliana | (Thüm. & Rehm) M.E. Barr | 1978           |
| Amphiporthe tiliae      | (Sacc.) Rossman & Castl. | 2015           |